# Posorites turneri
Posorites turneri é uma espécie de gastrópode  da família Camaenidae.
É endémica da Austrália.